# Район 9 (Цюрих)
Округ 9 — западный округ города Цюрих. В него входят районы Альтштеттен и Альбисриден, которые были включены в состав города в результате второго муниципального объединения в 1934 году.

## История
Округ 9 был создан в составе второго объединения 1934 года. В отличие от других городских округов, он никогда не менялся и с момента своего создания включал в себя ранее независимые муниципалитеты Альбисриден и Альтштеттен.